# Nádas Bence
Nádas Bence (Budapest, 1996. április 17. –) olimpiai ezüstérmes, világ- és Európa-bajnok magyar kajakozó.

## Pályafutása
A 2014-es szegedi ifjúsági világbajnokságon kajak egyes 200 méteren aranyérmes lett, később a felnőtt vb-n a 4x200 méter váltót (Dudás Miklós, Tótka Sándor, Hérics Dávid) is megnyerte. Ezzel 18 évesen minden idők legfiatalabb felnőtt világbajnoka lett.  A 2015-ös Eb-n kettes 500 méteren (Hérics Dávid) negyedik lett. A 2015-ös gyorsasági kajak-kenu világbajnokságon kajak kettes 1000 méteren (Boros Gergely) a 14. helyen végzett. A 2016-os Eb-n négyes 500 méteren (Tótka Sándor, Molnár Péter, Somorácz Tamás) arany-, míg egyes 500 méteren bronzérmet szerzett. A 2016-os U23 vb-n négyes 1000 méteren (Noé Bálint, Koleszár Mátyás, Ilyés Róbert) ezüstérmes lett. 2017-ben az Európa-bajnokságon négyes 500 méteren (Tótka Sándor, Molnár Péter, Mozgi Milán) és páros 500 méteren (Tótka Sándor) is aranyérmet szerzett.
A 2020. évi nyári olimpiai játékokon kajak kettes 1000 méteren Kopasz Bálinttal a 4. helyen végzett. Kajak négyes 500 méteren 7. lett a magyar csapat tagjaként (Béke Kornél, Csizmadia Kolos, Tótka Sándor).
A 2024-es párizsi olimpián Tótka Sándorral ezüstérmet szerzett K2 500 méteren. Kajak négyes 500 méteren 7. lett a magyar csapat tagjaként (Kuli István, Csizmadia Kolos, Tótka Sándor).

## Díjai, elismerései
- Az év magyar kajakozója és kenusa: 2023[7]
- A Magyar Érdemrend tisztikeresztje (2024)[8]